# EFK UNG
EFK UNG var en ungdomsorganisation inom det kristna samfundet Evangeliska Frikyrkan (EFK). EFK UNG arbetade med bland annat Frizon som är en årligen återkommande festival och StepOut som sände ut unga vuxna på korta missionsresor.
1 januari 2014 avvecklades EFK UNG och verksamheten uppgick i moderorganisationen